# Canal cementário
O canal cementário é revestido por cemento em toda sua extensão. Corresponde, aproximadamente, de 0,5 a 3 mm da extremidade final do canal radicular, encontrando-se completamente formado de três a cinco anos após a erupção do dente.